# Academia do Aragonês
A Academia do Aragonês (em aragonês:  Academia de l'Aragonés, em castelhano:  Academia del Aragonés) é um órgão criado em 15 de julho de 2006 pelo II Congresso do Aragonês com o objetivo de ser a autoridade linguística do aragonês. Atualmente não tem reconhecimento explícito do governo de Aragão e a sua forma jurídica é de uma associação cultural sob o nome de Estudo de Filologia Aragonesa, mas é conhecida com o nome de Academia do Aragonês.

## Objetivos
- Investigar todas as manifestações orais e escritas do aragonês.
- Fazer uma fixação da onomástica e a toponímia.
- Investigar e formular leis ortográficas, gramaticais e fonéticas para todas as modalidades do aragonês.

## Proposta ortográfica
No dia 18 de novembro de 2010 a Academia fez uma apresentação pública em Saragoça da Proposta Ortográfica da Academia do Aragonês, depois de um processo de coleção de sugestões à mesma.